# Jadwiga Orska
Jadwiga Joanna Orska (ur. 8 marca 1923, zm. 28 stycznia 2004 w Warszawie) – polska geolog, petrograf, specjalista geologii złóż surowców chemicznych, a zwłaszcza soli, współodkrywca złoża soli polihalitowych w rejonie Zatoki Puckiej.

## Życiorys
Świadectwo dojrzałości uzyskała w 1946 w II Miejskim Liceum im. Jana Kochanowskiego w Warszawie. Od 1948 pracowała w Państwowym Instytucie Geologicznym. Trzyletnie studia geologiczne odbyła na Wydziale Geologii Uniwersytetu Warszawskiego, następnie dwuletnie na Wydziale Geologiczno-Poszukiwawczym Akademii Górniczo-Hutniczej w Krakowie. W 1962 uzyskała dyplom magistra inżyniera geologii.
W latach 1955–1958 uczestniczyła w kartowaniu wyrobisk podziemnych kopalni soli kamiennej w wysadzie kłodawskim, opracowując również skład petrograficzny dokumentowanych soli. Od 1961 kierowała Pracownią Petrografii Soli Zakładu Złóż Soli i Surowców Chemicznych Państwowego Instytutu Geologicznego. Prowadziła badania mineralogiczne, petrograficzne i fizykochemiczne skał solnych złóż soli kamiennej Góra, Lubień, Damasławek, Kłodawa i Łętkowice-Siedlec. Badała również sole cechsztyńskie z głębokich otworów wiertniczych na Niżu Polskim.
Od odkrycia w 1964 cechsztyńskich soli polihalitowych w rejonie Zatoki Puckiej brała udział w ich rozpoznawaniu i dokumentowaniu. Za odkrycie i udokumentowanie tych soli otrzymała w 1968 zespołową Nagrodę Państwową II Stopnia w dziedzinie techniki.
W 1969 studiowała alpejskie złoża soli kamiennej na Uniwersytecie Wiedeńskim (Austria) oraz na Uniwersytecie w Bazylei (Szwajcaria) w ramach półrocznego stypendium Organizacji Narodów Zjednoczonych. W 1970 została odznaczona Złotym Krzyżem Zasługi.
Na początku 1976 objęła kierownictwo Zakładu Złóż Soli i Surowców Chemicznych Państwowego Instytutu Geologicznego. Zakład prowadził wówczas poszukiwania, rozpoznawanie i dokumentowanie cechsztyńskich i mioceńskich złóż soli kamiennej i potasowo-magnezowych, fosforytów i innych surowców chemicznych. W 1980 otrzymała nagrodę za Dokumentację geologiczną złoża soli kamiennej w kat. C na wysadzie solnym Lubień.
Jest autorką lub współautorką wielu publikacji i ponad 30 opracowań archiwalnych.